# Scene It? Bright Lights! Big Screen!
Scene It? Bright Lights! Big Screen! är titeln på ett spel avsett att användas tillsammans med en Xbox 360, Wii och Playstation 3. Spelet använder sig av ett antal specialgjorda trådlösa handkontroller som till utseendet påminner mycket om handkontrollerna som används till spelserien Buzz!.